# نیروی هوایی سوم
نیروی هوایی سوم (انگلیسی: Third Air Force) یا نیروهای هوایی اروپا یک نیروی هوایی شماره‌دار در نیروی هوایی ایالات متحده آمریکا و تحت امر نیروهای هوایی ایالات متحده آمریکا در اروپا و آفریقا است. ستاد مرکزی نیروی هوایی سوم در پایگاه هوایی رامشتاین، آلمان قرار دارد. این سازمان مسئول تمام نیروهای هوایی ایالات متحده در اروپا و آفریقا، همچنین عملیات و فعالیت‌های پشتیبانی در حوزه‌های مسئولیت فرماندهی اروپایی ایالات متحده و فرماندهی آفریقایی ایالات متحده است. این نیرو همچنین یک مأموریت منحصر به فرد به عنوان رابط اصلی نیروهای مسلح ایالات متحده با دولت بریتانیا دارد که این مأموریت از طریق ستاد فرماندهی در فرودگاه نیروی هوایی سلطنتی میلدنهال انجام می‌شود.
نیروی هوایی سوم یکی از چهار نیروی هوایی شماره‌گذاری شده اصلی قبل از جنگ جهانی دوم است، که در تاریخ ۲۶ مارس ۱۹۴۱ در شهر تمپا، فلوریدا با مأموریت دفاع هوایی از مناطق جنوب شرقی ایالات متحده و سواحل خلیج مکزیک تأسیس شد. در طول جنگ، مأموریت اصلی این نیرو سازماندهی و آموزش واحدهای رزمی، قبل از اعزام آنها به نیروهای هوایی رزمی خارج از کشور بود. هم‌اکنون چندین فرودگاه و پایگاه هوایی با نیروی هوایی سوم مرتبط هستند.